# Drapeau de la région Bourgogne
Ne doit pas être confondu avec Croix de Bourgogne.

Logo officiel de la région Bourgogne

Un drapeau non officiel de la région Bourgogne reprenant des armoiries des ducs de Bourgogne de la maison de Valois présente sur le logo officiel.

Drapeau militaire de l'armée des Valois-Bourgogne : la Croix de Bourgogne.

La région Bourgogne n'avait pas de drapeau à proprement parler, mais un logo dont certains éléments étaient repris des armoiries des ducs de Bourgogne de la maison de Valois, parfois repris en drapeau mais ce de façon non officielle. Il n'y avait pas non plus d'utilisation du drapeau militaire de la Bourgogne des Valois-Bourgogne : la croix de Bourgogne.